# 한국전분공업협동조합
한국전분공업협동조합은 1966년 4월 2일 설립허가된 대한민국 농림축산식품부 소관의 협동조합이다. 전분공업의 발전과 조합원 상호간의 복리증진 도모 및 협동사업 수행을 목적으로 한다. 사무실은 서울특별시 용산구 한강로3가 16-49에 있다.